# Antheraea melaina
Antheraea melaina är en fjärilsart som beskrevs av Volker John 1928. Antheraea melaina ingår i släktet Antheraea och familjen påfågelsspinnare. Inga underarter finns listade i Catalogue of Life.